# Comercio transíndico de esclavos
El comercio transíndico de esclavos, también referido como el comercio de esclavos de África Oriental, era un comercio de esclavos multidireccional y cambiado con el tiempo. Los africanos eran enviados como esclavos al Medio Oriente, a las islas del océano Índico (incluyendo Madagascar), al subcontinente indio y luego a América.

## Primer comercio de esclavos en el océano Índico
El comercio transíndico de esclavos se remonta al 2500 a. C. Los antiguos babilonios, egipcios, griegos, indios y persas comerciaban con esclavos en pequeña escala a través del Índico (y, a veces, el mar Rojo). Agatárquidas describe el comercio de esclavos en el mar Rojo en la época de Alejandro Magno. La Geographica de Estrabón (terminada después del 23 d. C.) menciona a los griegos de Egipto que comerciaban con esclavos en el puerto de Adulis y en otros puertos de la costa somalí. La Historia natural de Plinio el Viejo (publicada en 77) también describe el comercio de esclavos en el Índico. En el siglo I d. C., el Periplo del mar Eritreo informó sobre las oportunidades de comercio de esclavos en la región, particularmente en el comercio de "hermosas muchachas para concubinato". Según este manual, los esclavos se exportaban desde Omaná (probablemente cerca de la actual Omán) y Kanê desde la costa oeste de la India. El antiguo comercio de esclavos del océano Índico fue posible mediante la construcción de barcos capaces de transportar un gran número de seres humanos en el Golfo Pérsico utilizando madera importada de la India. Estas actividades de construcción naval se remontan a los tiempos de los imperios babilónico y aqueménida.
Los comerciantes de Guyarat se convirtieron en los primeros exploradores del Índico, ya que comerciaban con esclavos y otros bienes africanos como marfil y caparazones de tortuga. Los guyaratíes participaron en el negocio de la esclavitud en Nairobi, Mombasa, Zanzíbar y, en cierta medida, en la región del sur de África. Los indonesios también participaron, llevando especias a las costas del África Oriental, regresando vía India y Sri Lanka con marfil, hierro, pieles y esclavos.

Las principales rutas de esclavos en el África medieval.

Después de la participación del imperio bizantino y el imperio sasánida en el comercio de esclavos en el siglo VI d. C., este se convirtió en una empresa importante. Cosmas Indicopleustes escribió en su Topographia Christiana que los esclavos capturados en Etiopía serían importados al Egipto bizantino a través del Mar Rojo. También mencionó la importación de eunucos por los bizantinos de Mesopotamia e India. Después del siglo VI, la exportación de africanos negros de los actuales Tanzania y Mozambique se convirtió en un "factor constante". Bajo los sasánidas, el comercio transíndico se utilizó no solo para transportar esclavos, sino también para eruditos y comerciantes.

## Período musulmán
Las exportaciones de esclavos al mundo musulmán desde el océano Índico comenzaron después de que los comerciantes árabes musulmanes y suajili obtuvieran el control de la costa de Zanguebar y las rutas marítimas durante el siglo IX (véase Sultanato de Zanzíbar). Estos comerciantes capturaron a los pueblos bantú (zanj) del interior en las tierras actuales de Kenia, Mozambique y Tanzania y los llevaron a la costa. Allí, los esclavos se fueron asimilando gradualmente en las áreas rurales, particularmente en las islas de Unguja y Pemba. Los comerciantes musulmanes comerciaron con un estimado de 1000 esclavos africanos anualmente entre 800 y 1700, un número que creció hasta c. 4000 durante el siglo XVIII y 3700 durante el período 1800-1870.
William Gervase Clarence-Smith escribe que estimar el número de esclavos comerciados ha sido controvertido en el mundo académico, especialmente cuando se trata de la trata de esclavos en el océano Índico y el mar Rojo. Al estimar el número de personas esclavizadas de África Oriental, el autor N'Diaye y el historiador francés Olivier Pétré-Grenouilleau estiman 17 millones como el número total de personas transportadas desde el siglo VII hasta 1920, lo que representa unas 6 mil personas al año. Muchos de estos esclavos fueron transportados por el océano Índico y el mar Rojo a través de Zanzíbar. El historiador Lodhi desafió la cifra de 17 millones argumentando que la población total de África "en ese momento" era menos de 40 millones.
Los cautivos se vendieron en todo el Medio Oriente. Este comercio se aceleró a medida que barcos de superior capacidad condujeron a un mayor comercio y una mayor demanda de mano de obra en las plantaciones de la región. Finalmente, se llevaron a decenas de miles de cautivos cada año.

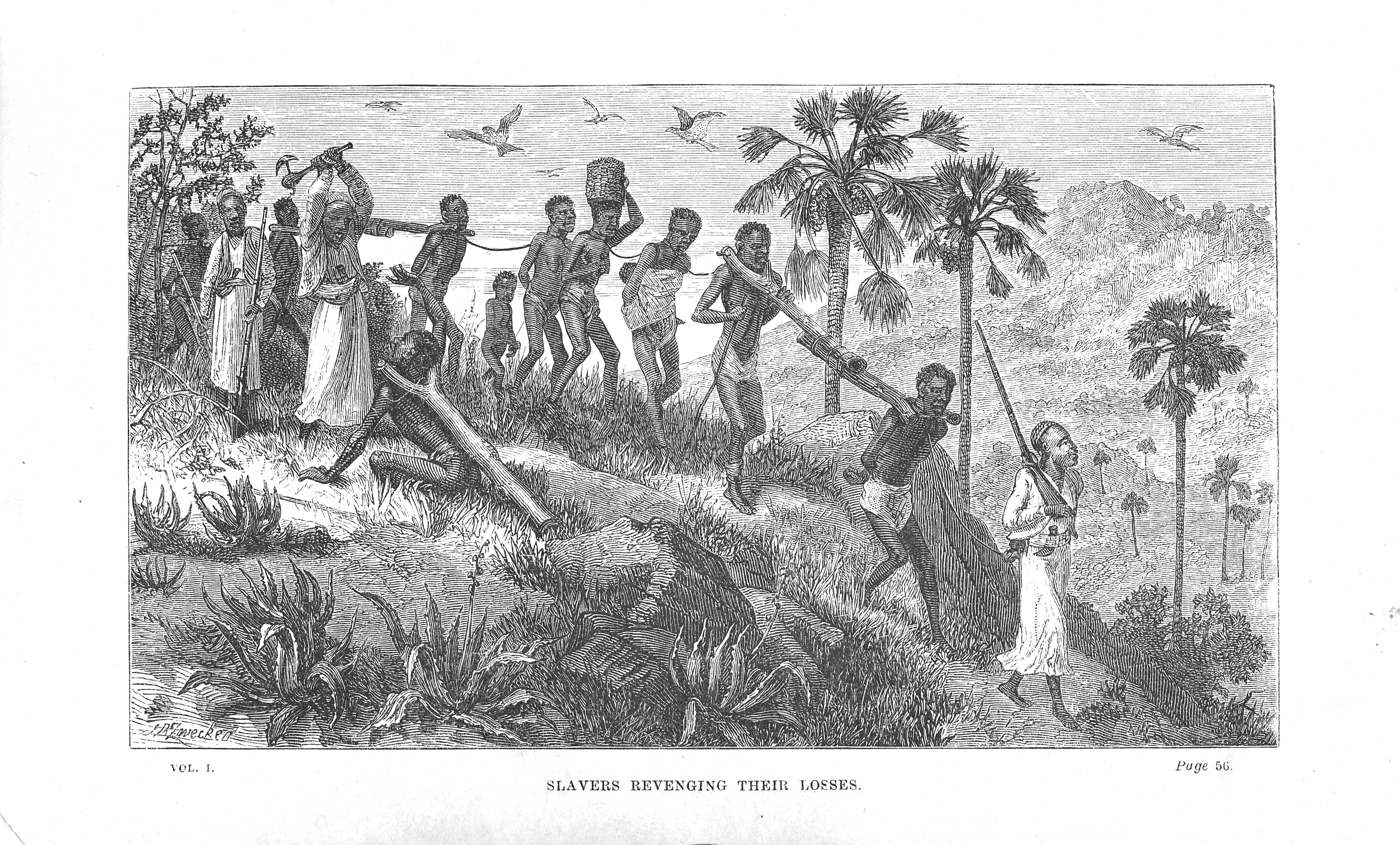
Traficantes de esclavos árabe-suajili y sus cautivos a lo largo del río Ruvuma en Mozambique.

La mano de obra esclava en África Oriental se extrajo de los zanj, pueblos bantú que vivían a lo largo de la costa de África Oriental. Los zanj fueron durante siglos enviados como esclavos por comerciantes musulmanes a todos los países que bordean el océano Índico. Los califas omeyas y abasíes reclutaron a muchos esclavos zanj como soldados y, ya en 696, hubo revueltas de soldados esclavos zanj en Irak. Un texto chino del siglo VII menciona a los embajadores de Java que presentan al emperador chino dos esclavos Seng Chi (Zanj) como obsequios en 614, y las crónicas de los siglos VIII y IX mencionan a los esclavos Seng Chi que llegaron a China desde el reino hindú de Sri Vijaya en Java. Se cree que la Rebelión Zanj, una serie de levantamientos que tuvieron lugar entre 869 y 883 d. C. cerca de la ciudad de Basora en el actual Irak, involucró a zanj esclavizados que originalmente habían sido capturados de la Región de los Grandes Lagos y áreas más al sur de África Oriental. Creció hasta involucrar a más de 500.000 esclavos y hombres libres que fueron importados de todo el imperio musulmán y se cobraron más de "decenas de miles de vidas en el bajo Irak". Los Zanj, que fueron llevados como esclavos al Medio Oriente, a menudo se utilizaban en arduos trabajos agrícolas. A medida que la economía de las plantaciones floreció y los árabes se hicieron más ricos, se pensó que la agricultura y otros trabajos manuales eran degradantes. La escasez de mano de obra resultante condujo a un aumento del mercado de esclavos.
Es cierto que se exportó un gran número de esclavos del este de África; la mejor evidencia de esto es la magnitud de la revuelta Zanj en Irak en el siglo IX, aunque no todos los esclavos involucrados eran zanj. Hay poca evidencia de de qué parte de África oriental vinieron los zanj, porque el nombre se usa aquí evidentemente en su sentido general, más que para designar el tramo particular de la costa, desde aproximadamente 3°N. a 5°S., cuyo nombre también les fue aplicado.
Los zanj eran necesarios para cuidar:
el delta del Tigris-Éufrates, que se había convertido en una zona pantanosa abandonada como resultado de la migración campesina y las repetidas inundaciones, podía recuperarse mediante mano de obra intensiva. Los propietarios adinerados "habían recibido extensas concesiones de tierras de marea con la condición de que las hicieran cultivables". La caña de azúcar se destacó entre los productos de sus plantaciones, particularmente en la provincia de Juzestán. Los zanj también trabajaron en las minas de sal de Mesopotamia, especialmente alrededor de Basora.
Su trabajo consistía en limpiar la capa superficial nitrosa que hacía la tierra cultivable. Las condiciones de trabajo también se consideraron extremadamente duras y miserables. Muchas otras personas fueron importadas a la región, además de los zanj.

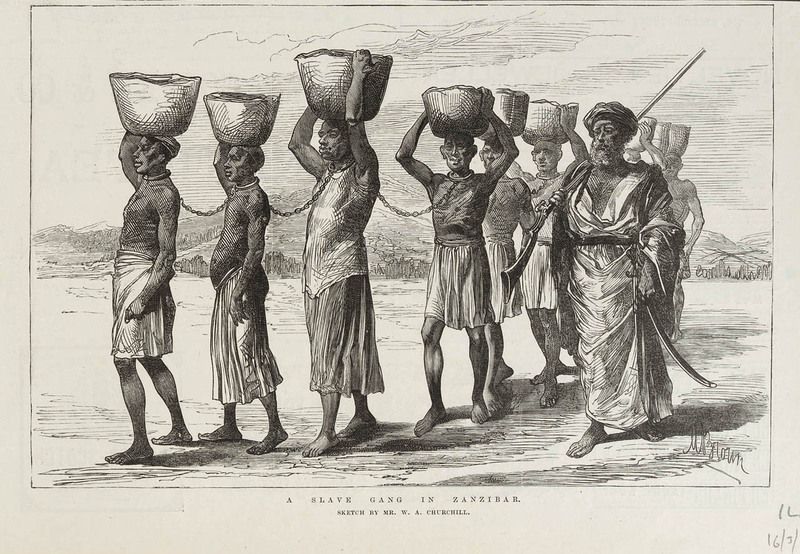
Una banda de esclavos zanj en Zanzíbar (1889)

El historiador M. A. Shaban ha argumentado que la rebelión no fue una revuelta de esclavos, sino una revuelta de negros (zanj). En su opinión, aunque algunos esclavos fugitivos se unieron a la revuelta, la mayoría de los participantes eran árabes y zanj libres. Si la revuelta hubiera sido dirigida por esclavos, no habrían tenido los recursos necesarios para combatir al gobierno abasí durante tanto tiempo.
En Somalia, las minorías bantúes descienden de grupos bantúes que se habían asentado en el sudeste de África después de la expansión inicial desde Nigeria y Camerún. Para satisfacer la demanda de mano de obra servil, los bantúes del sudeste de África capturados por comerciantes de esclavos somalíes se vendieron en cantidades acumulativamente grandes a lo largo de los siglos a clientes en Somalia y otras áreas del noreste de África y Asia. Las personas capturadas localmente durante las guerras y las incursiones también fueron a veces esclavizadas por somalíes, en su mayoría de origen oromo y nilótico. Sin embargo, la percepción, captura, trato y deberes de ambos grupos de esclavos difirieron notablemente. De 1800 a 1890, se cree que se vendieron entre 25.000 y 50.000 esclavos bantúes del mercado de esclavos de Zanzíbar a la costa somalí. La mayoría de los esclavos eran de los grupos étnicos majindo, makua, nyasa, yao, zalama, zaramo y zigua de Tanzania, Mozambique y Malaui. En conjunto, estos grupos bantúes se conocen como Mushunguli, que es un término tomado de Mzigula, la palabra de la tribu zigua para "pueblo" (la palabra tiene múltiples significados implícitos que incluyen "trabajador", "extranjero" y "esclavo").
Durante la segunda mitad del siglo XIX y principios del XX, los esclavos enviados desde Etiopía tenían una gran demanda en los mercados de la península arábiga y en otras partes del Medio Oriente. En su mayoría eran sirvientes domésticos, aunque algunos se desempeñaban como jornaleros agrícolas o como aguadores, pastores, marineros, camelleros, porteadores, lavanderas, albañiles, dependientes y cocineras. Los hombres más afortunados trabajaban como oficiales o guardaespaldas del gobernante y los emires, o como administradores de negocios para ricos comerciantes. Disfrutaban de una libertad personal significativa y ocasionalmente tenían esclavos propios. Además de las niñas europeas, caucásicas, javanesas y chinas traídas del Lejano Oriente, las jóvenes etíopes "rojas" (no negras) se encontraban entre las concubinas más valoradas. Las más bellas a menudo disfrutaban de un estilo de vida rico y se convertían en amantes de miembros de la élite o incluso en madres de gobernantes. Las principales fuentes de estos esclavos, todos los cuales pasaron por Matamma, Massawa y Tadjoura en el mar Rojo, fueron las partes suroeste de Etiopía, en el país de Oromo y Sidama.

## Periodo europeo
El comercio de esclavos también se produjo en el Índico oriental antes de que los holandeses se establecieran allí alrededor de 1600, pero se desconoce el volumen de este comercio. La trata de esclavos europea en el Océano Índico comenzó cuando Portugal estableció el Estado da Índia a principios del siglo XVI. Desde entonces hasta la década de 1830, se exportaron cerca de 200 esclavos de Mozambique anualmente y se han estimado cifras similares para los esclavos traídos de Asia a Filipinas durante la Unión Ibérica (1580-1640).
El establecimiento de la Compañía Holandesa de las Indias Orientales a principios del siglo XVII condujo a un rápido aumento del volumen de la trata de esclavos en la región; quizás hubo hasta 500,000 esclavos en varias colonias holandesas durante los siglos XVII y XVIII en el Océano Índico. Por ejemplo, se utilizaron unos 4000 esclavos africanos para construir la fortaleza de Colombo en el Ceilán neerlandés. Bali y las islas vecinas suministraron redes regionales con c. 100 000–150 000 esclavos entre 1620 y 1830. Los traficantes de esclavos indios y chinos suministraron a la Indonesia holandesa quizás 250,000 esclavos durante los siglos XVII y XVIII. 
La Compañía de las Indias Orientales (CIE) se estableció durante el mismo período y en 1622 uno de sus barcos transportaba esclavos desde la costa de Coromandel hasta las Indias Orientales Neerlandesas. La CIE comerciaba principalmente con esclavos africanos, pero también algunos esclavos asiáticos comprados a traficantes de esclavos indios, indonesios y chinos. Los franceses establecieron colonias en las islas de Reunión y Mauricio en 1721; en 1735 unos 7200 esclavos poblaban las islas Mascareñas, un número que había llegado a 133,000 en 1807. Los británicos capturaron las islas en 1810, sin embargo, y debido a que los británicos habían prohibido el comercio de esclavos en 1807, se desarrolló un sistema de comercio clandestino de esclavos para llevar esclavos a los colonos franceses en las islas; en total 336,000 - 388,000 esclavos fueron exportados a las islas Mascareñas desde 1670 hasta 1848.
En total, los comerciantes europeos exportaron 567,900 - 733,200 esclavos dentro del océano Índico entre 1500 y 1850 y casi esa misma cantidad se exportó desde el océano Índico a las Américas durante el mismo período. El comercio de esclavos en el océano Índico fue, sin embargo, muy limitado en comparación con c. 12 000 000 esclavos exportados a través del Atlántico. Unos 200.000 esclavos fueron enviados en el siglo XIX a las plantaciones europeas en el Océano Índico occidental.

## Geografía y transporte
A partir de la evidencia de documentos ilustrados y relatos de viajeros, parece que la gente viajaba en dhows o jalbas, barcos árabes que se utilizaban como transporte en el mar Rojo. Cruzar el océano Índico requería una mejor organización y más recursos que el transporte terrestre. Los barcos procedentes de Zanzíbar hacían escala en Socotra o en Adén antes de dirigirse al Golfo Pérsico o a la India. Los esclavos se vendían en lugares tan lejanos como la India o incluso China, donde había una colonia de comerciantes árabes en Cantón. Serge Bilé cita un texto del siglo XII que nos dice que la mayoría de las familias acomodadas de Cantón tenían esclavos negros. Los traficantes chinos compraban esclavos (Seng Chi, es decir, Zanj) de intermediarios árabes y se "abastecían" directamente en las zonas costeras de la actual Somalia.
Un producto importante que se transportaba en dhows a Somalia eran los esclavos de otras partes de África oriental. Durante el siglo XIX, la trata de esclavos en África Oriental creció enormemente debido a las demandas de árabes, portugueses y franceses. Los comerciantes de esclavos y los asaltantes se trasladaron por África oriental y central para satisfacer esta creciente demanda. Los bantúes que habitan en Somalia descienden de grupos bantúes que se establecieron en el sudeste de África después de la expansión inicial desde Nigeria y Camerún, y cuyos miembros fueron luego capturados y vendidos por comerciantes. Los bantúes son étnica, física y culturalmente distintos de los somalíes, y han permanecido marginados desde su llegada a Somalia.

### Pueblos y puertos involucrados
| - Costa Suajili : - Bagamoyo (Tanzania) - Zanzíbar (Tanzania) - Kilwa (Tanzania) - Sofala (Beira, Mozambique ) - Mombasa (Kenia) - Cuerno de África : - Asab (Eritrea) - Massawa (Eritrea) - Nefasit (Eritrea) - Tadjoura (Yibuti) - Zeila (Somalia) - Mogadiscio (Somalia) - Kismaayo (Somalia) | - Península arábiga : - Yeda (Hiyaz) - Zabīd (Yemen) - Mascate (Omán) - Adén (Yemen) - Socotra (Océano Índico) - Subcontinente indio : - Debal (Sind) - Karachi (Sind) - Murud-Janjira (Maharashtra) - Surat (Guyarat) - Mandvi, Kutch (Guyarat) |